# Kurhaus Scheveningen
Koordinaten: 52° 6′ 47,8″ N, 4° 16′ 54,5″ O

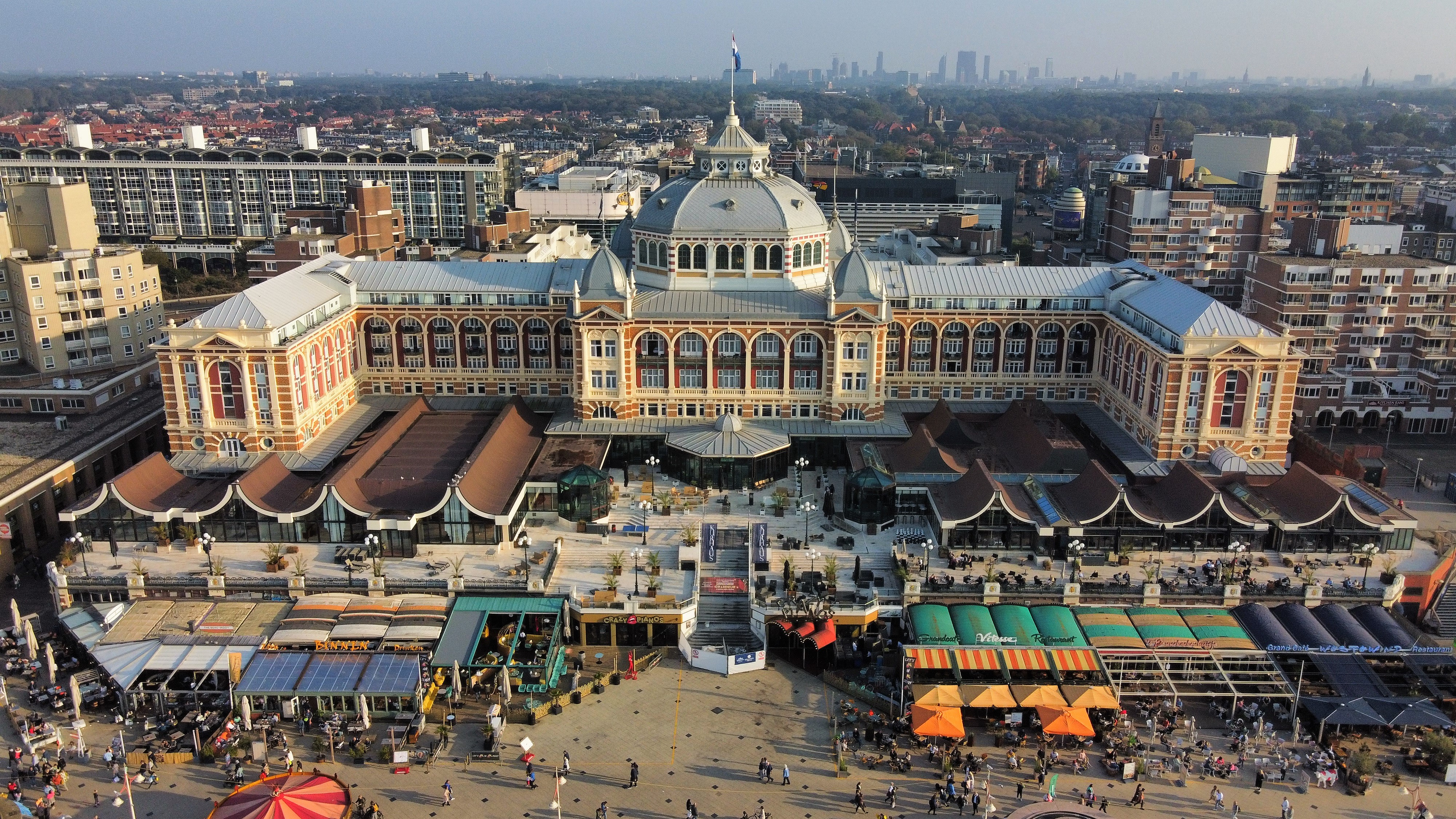
Hintere Fassade des Kurhauses, vom Strand aus gesehen

Das Kurhaus Scheveningen ist ein denkmalgeschütztes Gebäude im Seebad Scheveningen, einem Stadtteil von Den Haag in den Niederlanden. Das Gebäude diente von 1885 bis 1969 als zentrales Kurhaus und wurde von 1979 bis 2014 als Steigenberger Hotel betrieben. Seit Oktober 2014 ist es ein Teil der Amrâth Hotel Gruppe.

## Geschichte
Die Geschichte des Kurhauses Scheveningen geht auf Reeder Jacob Pronk (1762–1838) zurück. Pronk begann im Jahr 1818 mit dem Bau eines Badehauses am Strand von Scheveningen. Badegästen wurde damit die Möglichkeit geboten in Wannen zu baden, die mit Meerwasser gefüllt waren. Vor allem sollten rheumatische Leiden auf diese Weise Linderung erfahren. Pronks Konzept wurde ein Erfolg. Im Jahr 1820 ließ er das hölzerne Badehaus durch ein Gebäude aus Stein ersetzen. 
Die Tatsache, dass Pronk eine lukrative Einnahmequelle entdeckt hatte, blieb der Regierung in Den Haag nicht verborgen. Um die öffentlichen Kassen aufzufüllen, entschied man sich für eine Übernahme des Geschäftes. 1828 ging das Seebad in die Hände der Stadt Den Haag über. Das Design des Gebäudes war dem Kurhaus von Aachen nachempfunden.
Im Jahr 1854 wurde das städtische Badehaus um zwei Seitenflügel erweitert und 30 Jahre später abgerissen.

## Architektur

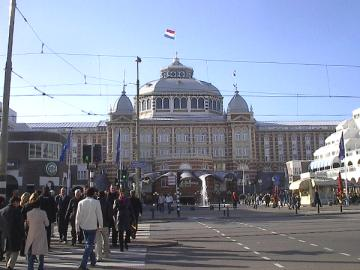
Vorderfassade des Kurhauses, von der Stadt aus gesehen

Das am 11. Juli 1885 eröffnete Kurhaus wurde ab 1884 von den deutschen Architekten und Bauunternehmern Johann Friedrich Henkenhaf (1848–1908), seinem Bruder Jakob Henkenhaf (1850–1927) und Friedrich Ebert (1850–1914) errichtet.
Das Gebäude hat die Form einer offenen Dreiflügelanlage, die an den Grundriss eines barocken Schlosses angelehnt ist, und parallel zur Küstenlinie ausgerichtet ist. Zur Seeseite umfassen die Flügel eine Terrasse. Der mittlere Flügel wird von einer Kuppel gekrönt, die schnell zum Wahrzeichen des Seebades wurde. Die Außenfassade ist in gelbrotem Verblend- und hellem Haustein ausgeführt und lehnt sich damit optisch an die landesüblichen Backsteinfassaden an. Der wichtigste Gesellschaftsraum des Gebäudes ist der Kursaal, in dem musikalische und festliche Veranstaltungen in repräsentativem Rahmen stattfanden.

## Nutzungsgeschichte des Kurhauses
Am 1. September 1886 brannte das Gebäude ab. Der Brand soll dadurch entstanden sein, dass ein Spiritus-Kocher umgefallen sei, während ein Kindermädchen Brei kochte. Das Kurhaus wurde wiederaufgebaut und nach nur neun Monaten Bauzeit am 19. Juni 1887 wiedereröffnet. Die Baukosten betrugen 600.000 Gulden. Die Deckengemälde des Kursaales (niederländisch: Kurzaal) wurden von der belgischen Malerwerkstatt Van Hoek ausgeführt. Eine große Anzahl berühmter Persönlichkeiten logierten in der Folgezeit im Kurhaus. Im Goldenen Gästebuch finden sich Komponisten und Künstler wie Brahms und van Gogh, gekrönte Häupter wie Kaiserin Elisabeth (Sissi), der österreichisch-ungarische Kaiser Franz Joseph I. und der deutsche Kaiser Wilhelm II. und Politiker wie Roosevelt, Churchill und Brandt.
Im 20. Jahrhundert war die Badekultur in Scheveningen drastischen Veränderungen unterworfen. Königliche Gäste blieben aus, ein bürgerliches Publikum kam. Dem wollte die Führung des Kurhauses, das ab 1903 in der Hand der „Exploitatie Maatschappij Scheveningen“ (EMS) war, Rechnung tragen. Gefragt waren hochqualitative Unterhaltung, wie Konzerte, Dinner-Tanzveranstaltungen und Cabaret-Shows.
1918 feierte das Kurbad Scheveningen sein 100-jähriges Bestehen. Die erste Mole, die von der Mitte des Kurhauses ausgehend ins Meer führte, wurde im Jahr 1901 errichtet und im Zweiten Weltkrieg zerstört. Die zweite Mole wurde 1961 eröffnet. Als eine der größten Molen Europas besteht sie aus vier Inseln, die Restaurants, zahlreiche Ladengeschäfte, ein Casino und einen 45 m hohen Aussichtsturm tragen.
Am 8. August 1964 gaben die Rolling Stones im Kurhaus ein Konzert, das in einem großen Tumult unterging und abgebrochen werden musste. An den Wänden neben der Bar des Kursaales befinden sich heute Fotos und Hinweistafeln mit den Namen weltbekannter Künstler, die im Kurhaus aufgetreten waren.
Gegen Ende der 1960er Jahre operierte die Geschäftsführung des Kurhauses mit signifikanten Verlusten, sodass die Entscheidung getroffen werden musste, das Kurhaus zu schließen. EMS verkaufte das Kurhaus im Jahr 1973 an ein Konsortium, das das Kurhaus abreißen lassen wollte. Dem scharfen Protest der Regierung in Den Haag war es zu verdanken, dass die Abrisspläne verhindert werden konnten. Wichtigster Grund für die Rettung des Kurhauses war das Gästeregister, das zum Gegenstand öffentlichen Interesses geworden war. Das Goldene Buch wurde ein Objekt für Studien von Graphologen und Geschichtsforschern, die in dem Register einen in seiner Art einzigartigen Schatz an Informationen erkannten. 
Im Jahr 1969 wurde das Kurhaus geschlossen. In den Jahren zwischen 1972 und 1975 wurde es komplett renoviert und bekam im Jahr 1975 den Status eines denkmalgeschützten Gebäudes (Rijksmonument) der Niederlande. Die Wiedereröffnung des Kurhauses wurde im Jahr 1979 von der Prinzessin Beatrix vorgenommen. Das Haus wurde 1979 bis 2014 von der Steigenberger Hotels AG geführt. Seit Oktober 2014 ist es ein Teil der Amrâth Hotel Gruppe.